# St. Martin (Kirchworbis)

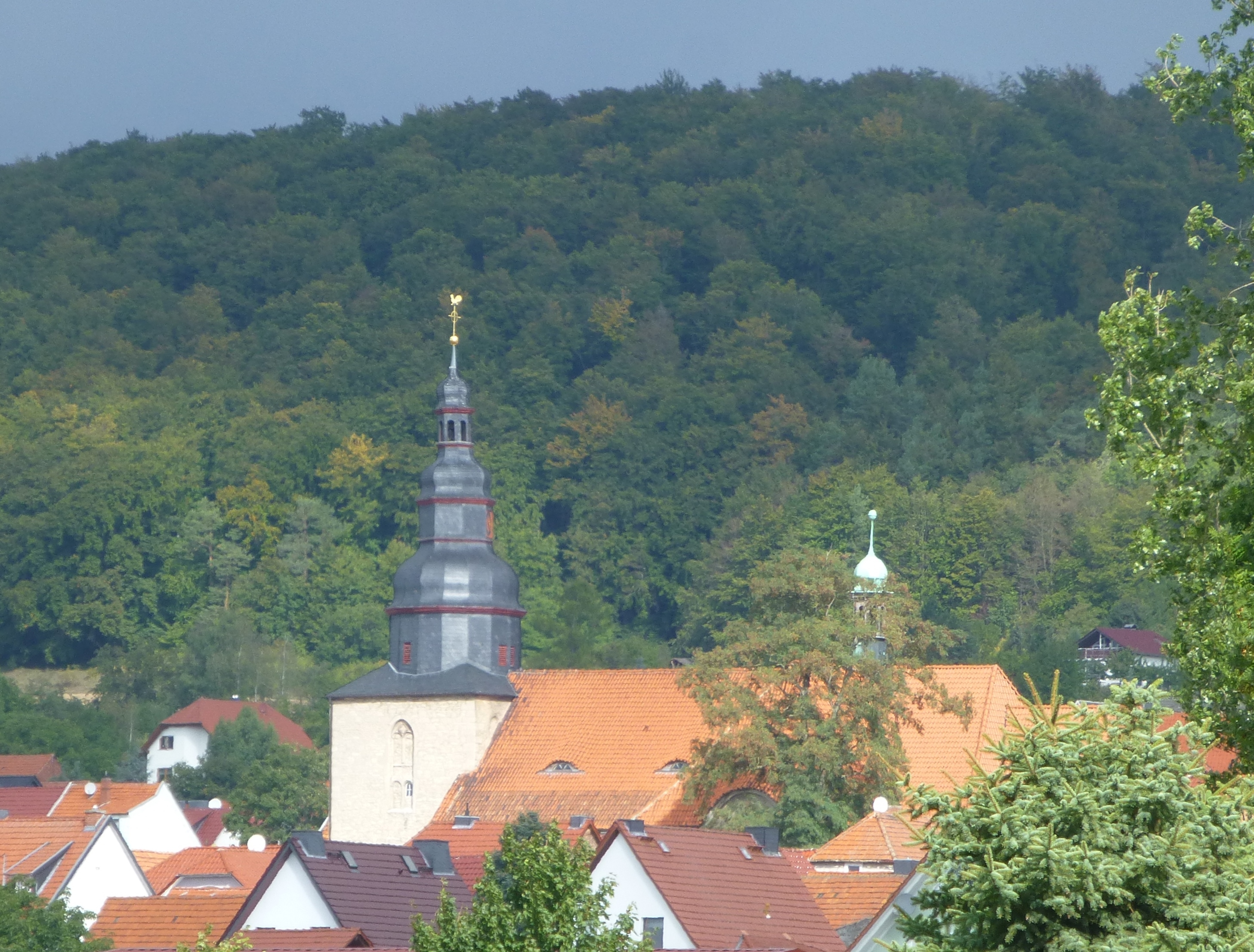
St. Martin

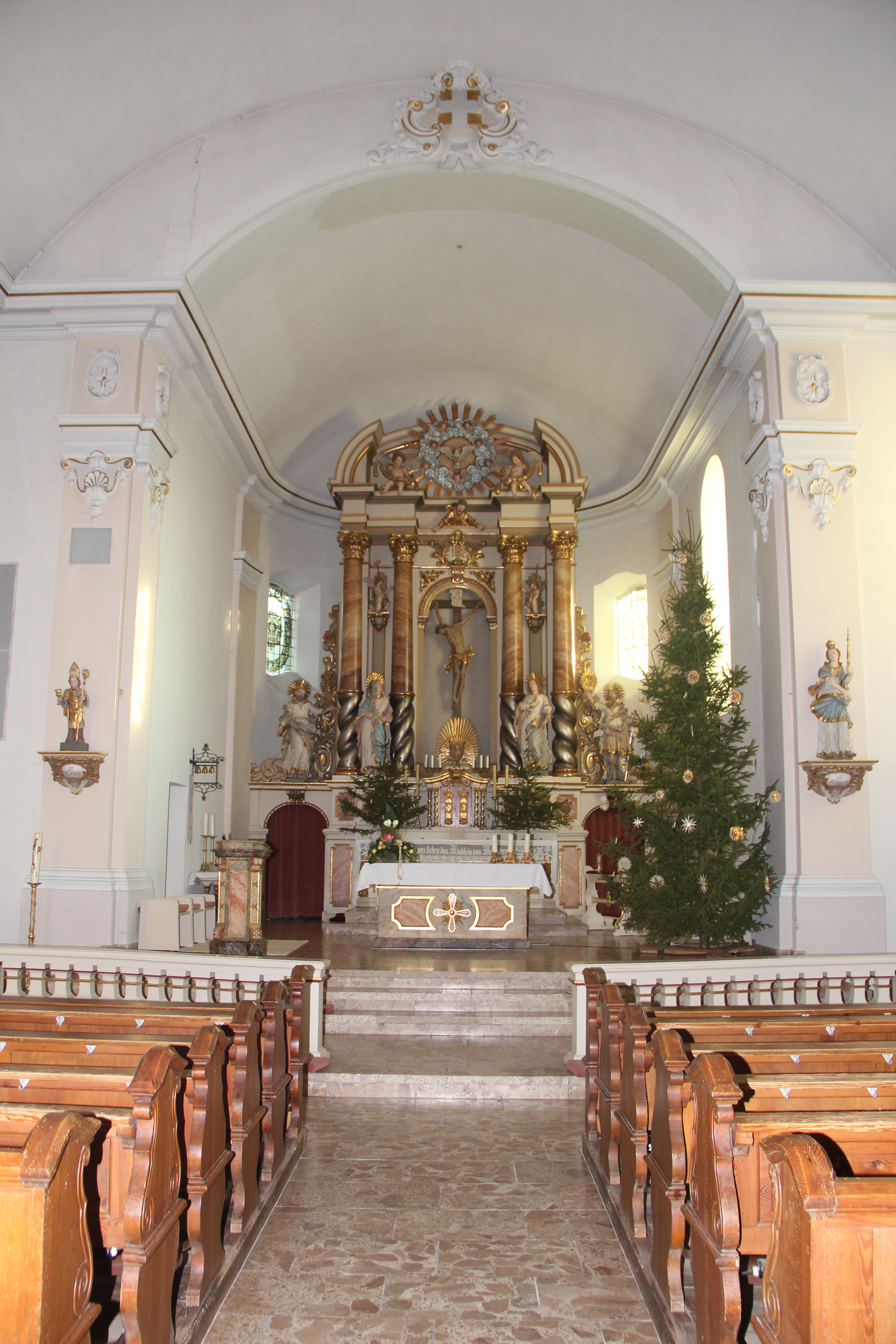
Innenansicht

Die römisch-katholische Filialkirche St. Martin steht in Kirchworbis, in der Verwaltungsgemeinschaft Eichsfeld-Wipperaue im thüringischen Landkreis Eichsfeld. Sie ist Filialkirche der Pfarrei St. Antonius Worbis, mit der Pfarrkirche St. Nikolaus, im Dekanat Leinefelde-Worbis des Bistums Erfurt. Sie trägt das Patrozinium des heiligen Martin von Tours.

## Geschichte
Im Buch des Martinusstiftes aus dem Jahre 1675 über ihre Jurisdiktionen wird erwähnt, dass der Propst des Martinusstiftes zu Heiligenstadt das Kirchenpatronat über die Pfarrkirche St. Martin in Kirchworbis innehat. Der von einer um 1300 erbauten gotischen Wandpfeilerkirche blieb der Kirchturm im Westen der heutigen Kirche erhalten. Er bekam 1617 eine doppelt geschweifte Haube, auf der eine Laterne sitzt. Das neuromanische Kirchenschiff wurde 1861–63 angebaut, z. T. unter Beibehaltung des alten Mauerwerks des Vorgängerbaus. Im Osten entstand 1913/14 durch Hans Havemeister ein neobarocker Anbau. Er besteht aus einem Querschiff, der Sakristei und dem Chor mit einer Apsis. Hierdurch wurde die Saalkirche zur Kreuzkirche umgebaut. Sie wurde 1936, 1962 und 1988 renoviert.

## Architektur
Über dem Portal im Turm befindet sich ein zweigeteiltes spitzbogiges Fenster, daneben ist eine Wandnische mit einem Kleeblattbogen. Die Obergeschosse des Turms haben verschiedene Maßwerkfenster. Der Innenraum ist mit einem Tonnengewölbe überspannt, das auf einem Gesims aufsetzt. Zwischen den Strebepfeilern sind die Fensternischen. Im Querschiff gehen von Pfeilern, die mit Rocaillen verziert sind, die Gurtbögen des Gewölbes aus. Der Chor ist durch einen Triumphbogen vom Langhaus getrennt.

## Ausstattung
Die Kirchenausstattung stammt hauptsächlich aus letzter Umbauzeit von 1913/14. Der Hochaltar, entstanden um 1913, enthält Teile des ehemaligen Barockaltars, u. a. Statuen, die um 1735 entstanden sind. Weitere Teile wurden bei den zwei Nebenaltären verwendet. Eine Schnitzfigur des heiligen Valentin aus der Mitte des 15. Jahrhunderts steht am Triumphbogen. Eine weitere Figur aus der Mitte des 18. Jahrhunderts stellt die heilige Elisabeth dar. Die farbigen Fenster im Kirchenschiff wurden 1862 eingebaut. Die Deckenmalerei, eine vielfigurige Darstellung von Heiligen, haben Augustin und Ferdinand Kolb 1937 geschaffen.

## Orgel
Die Orgel mit 26 Registern, verteilt auf 2 Manuale und Pedal, wurde um 1925 von den Gebrüdern Krell gebaut.